# Betula utilis subsp. albosinensis
Betula pendula subsp. albosinensis — подвид древесных растений вида Берёза полезная (Betula utilis), входящих в род Берёза (Betula) семейства Берёзовые (Betulaceae). Возможное русскоязычное название — Берёза полезная подвид белая китайская. Ранее выделялся как самостоятельный вид Берёза белая китайская.
Красивое парковое дерево для одиночной и групповой посадки, хотя в культуре редко встречается.

## Распространение и экология
В природе ареал вида охватывает Китай: провинции Ганьсу, Хэбэй, Хэнань, Хубэй, Цинхай, Шэньси, Шаньси, Сычуань и Нинся-Хуэйский автономный район.
Произрастает по горам на высоте 1600—3300 м над уровнем моря.

## Ботаническое описание
Дерево высотой до 30 м и диаметром ствола 1,20 м. Кора ярко-оранжевая или оранжево-красная, отслаивающаяся и тонко скручивающаяся кольцами. Побеги голые, иногда с редкими желёзками.
Листья яйцевидные или продолговато-яйцевидные, длиной 4—7 см, заострённые, у основания закруглённые или усечённые, реже слегка сердцевидные, по краю двоякозубчатые, часто слегка лопастные, сверху тёмно-зелёные, снизу светло-зелёные, с желёзками, на редко опушённых или голых черешках длиной 5—15 мм.
Пестичные серёжки цилиндрические, висячие, длиной 3—4 см. Чешуи ресничатые, средняя лопасть чешуи линейно-продолговатая, гораздо длиннее широко расходящихся боковых.

## Классификация

### Таксономия[2]
Betula utilis subsp. albosinensis  (Burkill) Ashburner & McAll., 2013, Gen. Betula : 264
Подвид Берёза полезная подвид белая китайская входит в состав вида Берёза полезная  (Betula utilis) рода Берёза (Betula) семейства Берёзовые (Betulaceae) порядка Букоцветные (Fagales).
|  |                                      |  |                                   |                                   |                     |  | ещё 6 семейств | ещё 6 семейств |                     |  |                                        |  | еще 88 подтвержденных видов и 81 таксон, ожидающих подтверждения | еще 88 подтвержденных видов и 81 таксон, ожидающих подтверждения |  |
|  |                                      |  |                                   |                                   |                     |  | ещё 6 семейств | ещё 6 семейств |                     |  |                                        |  | еще 88 подтвержденных видов и 81 таксон, ожидающих подтверждения | еще 88 подтвержденных видов и 81 таксон, ожидающих подтверждения |  |
|  |                                      |  |                                   | порядок Букоцветные               |                     |  |                |                | род Берёза          |  |                                        |  |                                                                  |                                                                  |  |
|  |                                      |  |                                   | порядок Букоцветные               |                     |  |                |                | род Берёза          |  | Берёза полезная подвид белая китайская |  |                                                                  |                                                                  |  |
|  | отдел Цветковые, или Покрытосеменные |  |                                   |                                   | семейство Берёзовые |  |                |                | вид Берёза полезная |  |                                        |  |                                                                  |                                                                  |  |
|  | отдел Цветковые, или Покрытосеменные |  |                                   |                                   |                     |  |                |                |                     |  |                                        |  |                                                                  |                                                                  |  |
|  |                                      |  | ещё 63 порядка цветковых растений | ещё 63 порядка цветковых растений |                     |  |                | ещё 5 родов    | ещё 5 родов         |  |                                        |  |                                                                  |                                                                  |  |
|  |                                      |  |                                   | ещё 63 порядка цветковых растений |                     |  |                |                | ещё 5 родов         |  |                                        |  |                                                                  |                                                                  |  |

### Синонимы
- Betula utilis  var. sinensis (Franch.) H.J.P.Winkl.
- Betula bhojpattra var. sinensis Franch.
- Betula albosinensis  Burkill